# Rissajaure (Jukkasjärvi socken, Lappland)
Rissajaure (ungefärlig översättning Sjön som glimmar som eld) eller Trollsjön, nordsamiska Geargejávri, är en klarvattensjö och steril fjällsjö i Kiruna kommun i Lappland och Sveriges klaraste och renaste sjö med ett siktdjup ända ned till botten på 36 meter. Siktdjupet är troligen större men eftersom sjön inte är djupare kan det inte bekräftas.
Rissajaure är belägen 815 meter över havet, längst in i dalgången Kärkevagge vid foten av Gearggečorru och Vassejietnja, uppdämd av en hög vall av stora stenblock. Sjöns utlopp är underjordiskt och mynnar ut under stenblocken på andra sidan vallen och bildar bäcken Kärkejokk, som fortsätter ned genom dalen.
Rissajaure består av smältvatten från de omgivande glaciärerna. 
Sjön är isbelagd en bra bit in på sommaren och är endast isfri i tre månader.
Man vandrar enklast till Rissajaure från Låkta hållplats, en vandring på 5.5 km. Parkering för bil finns precis vid ledens början nere på E10.
Namnet Kärkevaggepadajaure förekommer också.
Rissajaure ligger i Låktatjåkka Natura 2000-område.

## Delavrinningsområde
Rissajaure ingår i delavrinningsområde (759225-160281) som SMHI kallar för Utloppet av Låktajaure. Medelhöjden är 908 meter över havet och ytan är 26,34 kvadratkilometer. Det finns inga avrinningsområden uppströms utan avrinningsområdet är högsta punkten. Paktajåkka som avvattnar avrinningsområdet har biflödesordning 2, vilket innebär att vattnet flödar genom totalt 2 vattendrag innan det når havet efter 498 kilometer. Avrinningsområdet består mestadels av kalfjäll (92 procent). Avrinningsområdet har 0,45 kvadratkilometer vattenytor vilket ger det en sjöprocent på 1,7 procent. Delavrinningsområdet täcks till 3,03 procent av glaciärer, med en yta av 0,7988 kvadratkilometer.